# Српски јунаци средњег века
Српски јунаци средњег века је играно-документарна телевизијска серија снимљена и емитована од 2017. до 2024. године.

## Прва сезона
Прва сезона серије састоји се од 10 полусатних епизода премијерно приказаних у зиму 2017/18. године. Серија је снимљена 2017. године у извршној продукцији Контраст Студиоса. Режију потписује Гордан Матић. Директор фотографије је Предраг Јочић, а извршни продуцент Јелена Бајић Јочић. Прва епизода премијерно је емитована у оквиру Образовно - научне редакције Радио-телевизије Србије 22. децембра 2017. године. Епизоде су емитоване четвртком у 20 сати на РТС 2.

### Епизоде
1. Цар Душан (први део)
2. Цар Душан (други део)
3. Мрњавчевићи
4. Марко Краљевић (први део)
5. Марко Краљевић (други део)
6. Лазар Хребељановић (први део)
7. Лазар Хребељановић (други део)
8. Милош Обилић
9. Вук Бранковић
10. Змај Огњени Вук

## Друга сезона
Друга сезона емитована је 2020. године и такође се састоји од 10 епизода у трајању од пола сата. Јунаци нових десет прича били су деспот Стефан Лазаревић, Ђурађ Бранковић, Јелена Балшић, цар Урош, војвода Момчило, Твртко Први Котроманић, Бановић Страхиња и Југ Богдан.

## Трећа сезона
Трећа сезона је снимљена у продукцији Телекома Србије и извршној продукцији Контраст Студиоса. Режију потписује Гордан Матић. Јунаци нових прича били су краљеви Урош, Драгутин, Милутин и Стефан Дечански, Мара Бранковић и Стефан Вукчић Косача. Наратори су Владимир Алексић и Тихомир Станић. Прва епизода премијерно је емитована у 20. марта 2024. године. Епизоде су емитоване сваког дана у 16 сати, а репризиране у 20 сати, те четири и осам сати ујутру, на Суперстару 2.